# Hora Svatého Václava
Hora Svatého Václava település Csehországban, a Domažlicei járásban. Hora Svatého Václava Poběžovice, Rybník, Hvožďany, Mutěnín és Drahotín településekkel határos. Lakosainak száma 64 fő (2024. január 1.).

## Népesség
A település lakosságának változását az alábbi diagram mutatja:
| Lakosok száma | 648  | 556  | 598  | 184  | 86   | 59   | 68   | 65   | 57   | 64   |
|               | 1869 | 1900 | 1921 | 1961 | 1980 | 2011 | 2016 | 2019 | 2021 | 2024 |